# Tryon Reakirt
Tryon Reakirt est un entomologiste américain, né le 21 avril 1844 à Philadelphie et décédé en 1871.

## Biographie
Tryon Reakirt est un homme mystérieux qui a intrigué bon nombre d’historiens de l’entomologie. Reakirt s’intéresse aux papillons des Amériques et des Philippines dans les années 1860. Il fait paraître neuf articles dans les Proceedings of the Entomological Society of Philadelphia et un dixième dans les Proceedings of the Academy of Natural Sciences of Philadelphia, le dernier paraissant en 1868. William Henry Edwards (1822-1909) le considère alors comme l’un des meilleurs spécialistes nord-américains des rhopalocères.
On connaît quelques détails sur sa vie car une correspondance qu’il échange avec Ferdinand Heinrich Hermann Strecker (1836-1901), ainsi que des lettres rédigées par son père, Jon Reakirt. En août 1868, il tente de vendre sa collection par l’intermédiaire de Strecker au New York Lyceum (aujourd’hui l’American Museum of Natural History) pour la somme de 1 800 dollars mais il apprend plus d’un an plus que cette somme n’a pu être réunie. Il tente alors de la céder à la Reading Natural History Society pour 1 400 dollars. Mais là aussi, les discussions échouent. F.H.H. Strecker se porte alors acquéreur de la collection et un échéancier de paiement est alors établi. Mais F.H.H. Strecker n’honore aucun des paiements prévus ce qui plonge Reakirt dans un grand désarroi financier. La correspondance entre les deux hommes cessent après une dernière lettre datée du 18 août 1870. Début 1871, Reakirt quitte les États-Unis d'Amérique pour Lima au Pérou. Peu de temps après, les deux compagnies qu’il avait fondé déposent leur bilan et une enquête est ouverte contre Reakirt.
Reakirt commence alors une nouvelle série de correspondance avec F.H.H. Strecker. Il s’enquiert notamment de connaître les pays n’ayant pas d’accord d’extradition avec les États-Unis, il vit alors sous le nom de T. Thomas Reugert. Dans d’autres missives, Reakirt envisage un système lui permettant, grâce à Strecker, d’investir des fonds à la bourse de New York. La dernière enveloppe conservée est vide mais le cachet postal suggère que Reakirt était alors à Rio de Janeiro. On sait seulement qu’il était malade de dysenterie. Ce furent les dernières nouvelles connues de Reakirt.
L’enquête fut finalement close après le décès de son père, John Reakirt et le décès supposé de Tyron Reakirt. Sa collection, incorporée à celle de F.H.H. Strecker, a rejoint celles conservées par le muséum de l’Academy of Sciences de Chicago.

## Source
- F. Martin Brown, « Tryon Reakirt (1844-?) », Journal of the Lepidopterists' Society, 1964, 18 (4), p. 211-214.